# Jorge Linck
Jorge Luis Linck (nascido em 26 de março de 1915, data de falecimento desconhecida) foi um marinheiro argentino. Ele competiu nos 6 metros mistos nos Jogos Olímpicos de Verão de 1936.